# Полный расколбас
«Полный расколбас» (англ. Sausage Party) — компьютерный анимационный комедийный фильм для взрослых, снятый Конрадом Верноном и Грегом Тирнаном по сюжету Сета Рогена, Эвана Голдберга и Джона Хилла и по сценарию Кайла Хантера, Ариэля Шаффира, Сета Рогена и Эвана Голдберга. Мультфильм рассказывает об антропоморфной сосиске, которая живёт в супермаркете и узнаёт правду о том, что происходит, когда покупают продукты. Сосиска пытается избежать этой участи для своих друзей, а также сталкивается с сумасшедшей и злобной клизмой, которая хочет убить главного героя.
Первоначально мультфильм должен был выйти в прокат части стран СНГ 11 августа 2016 года, но премьера перенесена на 8 сентября 2016 года из-за проблем прокатных удостоверений. В США мультфильм получил рейтинг R за ненормативную лексику, в Великобритании — рейтинг 15.
В общей сложности мультфильм насчитывает 173 слова «fuck» и 51 слово «shit».

## Сюжет
Фильм начинается с очередного открытия продуктового супермаркета Shopwell’s, в котором выставлены на продажу живые и разумные продукты и другие товары. Каждое утро продукты поют песню о «Лучшем из миров», в которой боги, а точнее — люди, уносят купленную еду, где её ждёт вечное блаженство. Главные герои — сосиска Фрэнк и булочка Бренда — находятся на одной полке, но в разных пачках и мечтают сблизиться. Они решают, вопреки правилам, открыть свои пачки и дотронуться друг до друга кончиками пальцев. Ближе к концу дня обе пачки оказываются в тележке одной из покупательниц. Все продукты счастливы, что наконец окажутся рядом со своими Создателями и будут пребывать в лучшем мире, пока один из покупателей не возвращает купленную по ошибке банку медовой горчицы, трясущуюся от ужаса и твердящую, что иной мир — это место страшных мучений и гибели.
Перед тем как покончить жизнь самоубийством, лишь бы не оказаться снова купленным, медовая горчица просит Фрэнка найти бутылку с ликёром по имени Огненная Вода, который предположительно знает правду о Лучшем из миров. Его смерть создаёт случайное столкновение тележек, в результате чего на пол падает несколько продуктов, в том числе Фрэнк, Бренда, лаваш по имени Карим Абдул Лаваш, булочка по имени Сэмми Бейгл-младший, а также глуповатая, агрессивная и грубая клизма по имени Клизмач. В результате падения у Клизмача сгибается кончик, и он обвиняет в этом Фрэнка. Когда Клизмач пытается напасть на Фрэнка и Бренду, его заметает в совок продавец магазина по имени Даррен. Клизмач спасается из мусорной корзины и клянётся отомстить за то, что лишён возможности исполнить своё предназначение. Найдя на полу протекающий пакет с соком, Клизмач выпивает его, восстанавливая кончик и становясь сильнее.
С группой остальных продуктов Фрэнк, пытаясь проверить предупреждение медовой горчицы, ведёт их в винно-водочный отдел под предлогом более короткой дороги, в то время как Клизмач тайно их преследует. Найдя Огненную Воду, Фрэнк узнаёт, что на самом деле люди едят продукты после покупки (что сами продукты видят как кошмарные убийства ради насыщения Создателей), и группа «непортящихся» (продуктов без срока годности) создала для успокоения скоропортящихся продуктов «религию», веру в Лучший из миров, что со временем породило множество разных верований. Когда Фрэнк спрашивает, есть ли у них доказательства, его отправляют в «тёмный отдел» за «вечными льдами» (отделом с замороженной рыбой). Бренду пытается заманить в ловушку Клизмача в отделе мексиканской кухни текила, но её спасает тако-лесбиянка по имени Тереза, которая, испытывая страсть к Бренде, решает отвести её и Карима с Сэмми обратно к их полкам.
Между тем, братья Фрэнка, сосиски Барри, Карл, и остальные продукты, которые были куплены, с ужасом видят, что в Лучшем из миров их готовят и едят. Барри и Карл пытаются сбежать, но Карл гибнет, оставляя Барри бродить в одиночку во внешнем мире. Он натыкается на наркомана с сумкой из магазина. В надежде вернуться в родной супермаркет Барри отправляется в дом наркомана. После инъекции соли для ванн наркоман переходит в состояние наркотического опьянения и обретает возможность видеть и слышать Барри и другие продукты питания и общаться с ними, а также испытывает панику, обещая ничего больше не есть. После протрезвления наркоман считает, что всё это ему привиделось. Он пытается бросить Барри в кастрюлю с кипящей водой, но Барри падает мимо кастрюли, а наркоман обжигается и падает. Вещи в доме наркомана бунтуют, и орнаментальная секира падает острым концом на хозяина, обезглавливая его. Барри и остальные продукты берут с собой голову наркомана и направляются в супермаркет.
Покинув отдел с алкоголем, Фрэнк встречает своих друзей и говорит им, что собирается отправиться в тёмный отдел, чтобы узнать больше о людях и Лучшем из миров. Бренда не одобряет его скептицизма и направляется в свой отдел без него. Прочитав в тёмном отделе (товарах для кухни) кулинарную книгу, Фрэнк узнает правду. Он рассказывает об этом остальным продуктам, и они сначала паникуют, но предпочитают не верить в это, опасаясь, что потеряют чувство смысла жизни. Фрэнка находит Барри, который вернулся в магазин со своими новыми друзьями. Барри показывает Фрэнку отрубленную голову наркомана и говорит, что людей можно убивать и что они могут общаться с ними, когда люди под действием соли для ванн.
Друзья Барри разрабатывают план кампании против людей, начиная с обстрела покупателей отравленными зубочистками с солью для ванн, чтобы люди могли видеть пищу такой, какая она есть. Наркотик вскоре действует на людей, и люди начинают паниковать и уничтожать «ожившую» еду. Фрэнк произносит вдохновляющую речь в магазине и приносит свои извинения продуктам за то, что не уважает их убеждения, давая им чувство надежды. В супермаркете идёт грандиозная битва. Прибывает Клизмач (который насильно высасывал соки и напитки из упаковок, тем самым приобретя силы) и нападает на Даррена, беря его под контроль, вставляя ему мундштук в анус и дёргая его за мошонку. Управляя Дарреном, Клизмач находит Фрэнка и пытается убить его вместе с Дарреном, но пище удаётся одержать победу над ним и убить его вместе с остальными людьми в магазине. После победы, убедившись, что им не нужна религия для общей цели и поклонение Создателям, продукты веселятся и устраивают оргию.
Огненная Вода вновь вызывает к себе Фрэнка и его друзей, сообщая, что совместно с жвачкой-учёным Жвачем он установил: на самом деле говорящие продукты — это мультяшные персонажи, созданные и озвученные ради развлечения людей в другом измерении. Продукты отправляются в параллельный мир, где живут их создатели.

## Саундтрек
Саундтреки к фильму подготовили композиторы Алан Менкен и Кристофер Леннерц. Список саундтреков презентовали Medison Gate Records и Sony Music Masterworks 5 августа 2016 года.

## Роли озвучивали
- Сет Роген — Фрэнк (сосиска)
- Кристен Уиг — Бренда (булочка от хот-дога)
- Майкл Сера — Барри (сосиска)
- Джона Хилл — Карл (сосиска)
- Билл Хейдер — Огненная Вода / Текила
- Андерс Холм — Трой (сосиска)
- Джеймс Франко — наркоман
- Дэнни Макбрайд — Медовая горчица
- Крэйг Робинсон — мистер Гритц
- Пол Радд — Даррен
- Сальма Хайек — Тереза дель Тако
- Эдвард Нортон — Сэмми Багель
- Дэвид Крамхолц — Карим Абдул-Лаваш
- Гарланд Уильямс — кетчуп, торговец наркотиками
- Конрад Вернон — туалетная бумага, капуста, колбаса, виноград, пивная банка
- Скотт Андервуд — Жвач, Твинки, чипсы, пицца
- Ник Кролл — Клизмач

## Производство
Голдберг рассказал о проекте IndieWire в июле 2010 года, заявив, что это «совершенно секретный суперпроект». Первоначально Indiewire скептически отнеслись к тому, что проект был реальным, а не розыгрышем со стороны Голдберга, но после проверки подтвердилось, что он находится в разработке. В ноябре 2010 года Хилл подтвердил MTV News, что работает над анимационным фильмом с рейтингом R.
О начале производства фильма было официально объявлено 24 сентября 2013 года.

## Критика
Мультфильм получил в основном положительные отзывы от критиков. На агрегаторе рецензий Rotten Tomatoes мультфильм имеет рейтинг 82 % на основе 239 рецензий со средним баллом 6,8 из 10. Критический консенсус вебсайта гласит: «„Полный расколбас“ определённо оскорбительный, но подкрепляет свою восторженную ненормативную лексику впечатляюще высоким соотношением смеха и удивительно заставляющей задуматься сюжетной линией». На сайте Metacritic мультфильм получил оценку 66 из 100 на основе 39 отзывов, что соответствует статусу «В основном положительные отзывы».
Линдси Бар из Ассошиэйтед Пресс дала фильму положительную рецензию, написав: «Как и во всех фильмах Рогена и Голдберга, какими бы непристойными они ни были, в центре находится большое сердце. Это то, что отличает их от сатиры Мэтта Стоуна и Трея Паркера».

## Игра
Два главных героя мультфильма, Фрэнк и Бренда, выступили в качестве гостей в мобильном файтинге «Sausage Legend», выпущенном Milkcorp для iOS и Android, в рамках ограниченного специального мероприятия, которое проходило с 6 марта по 31 июля 2017 года. Поскольку игра включает в себя дуэль с сосисками, игроки в этой игре могут разблокировать и управлять Брендой, которая поворачивает Фрэнка к битве против других сосисок.

## Споры

### Условия труда
После выхода мультфильма на портале «Cartoon Brew» появились анонимные комментарии, приписанные аниматорам «Nitrogen Studios», чьи авторы сообщили, что они работали в плохих условиях, и что сорежиссёр Грег Тирнан заставил их работать сверхурочно и бесплатно. Изначально над мультфильмом работали 83 аниматора, из которых в общей сложности 36 попали в чёрный список и остались без зарплаты, потому что, предположительно, жаловались на их условия труда; комментарии, сделанные некоторыми аниматорами в анонимных интервью «Variety», «The Washington Post» и «The Hollywood Reporter», тоже подтвердили эту информацию. Сообщалось, что всем аниматорам мультфильма прямо сказали, что они будут внесены в чёрный список, если не будут работать сверхурочно без оплаты. В конце марта 2019 года Сектор стандартов занятости Британской Колумбии постановил, что эти работники имеют право на получение сверхурочной оплаты за работу над мультфильмом.

### Рейтинг во Франции
Мультфильм запрещён для зрителей младше 12 лет во Франции. Жан-Фредерик Пуассон, президент Христианско-демократической партии, раскритиковал это решение.

## Будущее
Роген выразил заинтересованность в создании продолжения «Полного расколбаса» и большего количества анимационных фильмов для взрослых. Когда его спросили о возможности продолжения, Роген сказал: «Это то, о чём мы говорим, да. Это одна из причин, по которой мы убрали [оригинальную] концовку. потому что мы подумали, ну, если бы это была первая сцена следующего фильма, то, вероятно, это не то, что вы хотели бы, чтобы они просто видели нас и находили нас в основном. Но идея создания анимационного фильма с живыми актёрами, подобного гибриду в стиле „Кто подставил кролика Роджера“, также очень интересна, в основном потому, что „Кто подставил кролика Роджера“ — один из моих любимых фильмов всех времён».

### Мультсериал
В октябре 2022 года компания Amazon Studios начала работу над мультсериалом-сиквелом из восьми эпизодов под названием «Полный расколбас: Пищевая утопия». Премьера состоялась 11 июля 2024 года, большая часть актёров озвучки вернулась к своим ролям, производство велось совместно с Sony Pictures Television, Annapurna Television и Point Grey Pictures.

### Комментарии
1. ↑  Дословный перевод оригинального названия (англ. Sausage Party) — «Сосисочная вечеринка», однако в российском и украинском прокате мультфильм вышел под названием «Полный расколбас».